# Емалъ (вилает Чанаккале)
Емалъ (на турски: Elmalı) е село в околия Бига, вилает Чанаккале, Турция. Разположено на около 400 метра надморска височина. Населението му през 2015 г. е 520 души, основно българи – мюсюлмани (помаци), преселили се през 1882 г. от Родопите села Буково, Дреново и Раковица (Асеновградско). Днес всички жители говорят на български рупски диалект. В селото е запазен песеннен фолклор. Поминъкът на населението е животновъдството.